# Michal Anděl
Michal Anděl (* 2. června 1946 Praha) je český lékař, internista specializující se na metabolismus, diabetes a klinickou výživu, v letech 1997–2003 a 2010–2018 děkan 3. lékařské fakulty Univerzity Karlovy v Praze a mezi roky 2018–2022 proděkan pro akademické tradice a etiku. V období 1990–2016 působil také jako přednosta II. interní kliniky 3. LF UK a Fakultní nemocnice Královské Vinohrady.

## Osobní a profesní život
Narodil se v Praze roku 1946. Na střední školu nemohl nastoupit z politických důvodů, jeho otec byl politickým vězněm. Nejdříve ukončil učební obor chemie ve Spolaně Neratovice. Poté nastoupil do Thomayerovy nemocnice jako sanitář. V roce 1966 při zaměstnání vystudoval večerní střední školu na Vinohradech a pokračoval na Fakultě všeobecného lékařství Univerzity Karlovy, kterou ukončil v roce 1972.
Lékařskou praxi začínal na interním oddělení v nemocnicích na Mělníku a Kralupech nad Vltavou (tam také na neurologickém oddělení). Poté působil v pražském IKEMu jako vedoucí Jednotky intenzivní metabolické péče (1981–1990) a poslední dva roky pracoval zároveň ve funkci zástupce přednosty 1. interní výzkumné základny. Po sametové revoluci přešel na 3. lékařskou fakultu Univerzity Karlovy, kde byl od roku 1990 přednostou II. interní kliniky FNKV, než jej v dubnu 2016 nahradil edokrinolog profesor Michal Kršek. V roce 1994 působil jako pověřený přednosta Kliniky pracovního lékařství 3. LF UK a FNKV. Od roku 1995 na fakultě zastává také post vedoucího Oddělení výživy Centra preventivního lékařství a od roku 2001 je souběžně vedoucím Katedry interních oborů.
V letech 1997–2003 byl děkanem 3. LF UK a v období 2003–2009 pak proděkanem pro vědu a výzkum. V roce 2005 se stal jedním ze tří kandidátů na funkci rektora Univerzity Karlovy, kterým byl zvolen profesor Václav Hampl. V roce 2009 byl spolu s profesorem Petrem Widimským kandidátem na post děkana 3. LF UK. Akademický senát fakulty jej zvolil děkanem ve druhé volbě pro období 2010–2014 a znovuzvolil na období 2014–2018.
Roku 1978 obhájil kandidátskou dizertační práci „Metabolický odraz podání glukagonu se zvláštním zřetelem k hyperlipoproteinemiím“ (CSc.) V lednu 1991 se habilitoval prací „Nutriční intervence jako prostředek k ovlivnění lokálního i globálního metabolismu u nemocných v těžkých stavech“ (docent) a o rok později přednesl v rámci jmenovacího řízení inaugurační přednášku „Intenzifikovaná terapie inzulinem u diabetu mellitu I. typu“ (profesor).
Od roku 1989 je visiting researcher (hostující vědec) v Queens Medical Center na University of Nottingham a od roku 1996 pak hostujícím profesorem na Georgetown University Medical Center ve Washingtonu, D.C.
Je vdovec, manželka Kateřina Andělová (1954-2017) byla lékařka, která se zabývala diabetem a hypertenzí u těhotných. Zemřela na rakovinu. Do manželství se narodily dcery Michaela (nar. 1985) a Kristina (nar. 1987).

## Publikační činnost
K roku 2014 publikoval více než 500 sdělení, včetně 270 článků v časopisech a 20 monografií.

### Monografie
výběr
- M. Anděl, I. Klimeš: Glukagon - fyziologie, patofyziologie, klinika. Avicenum 1986
- M. Brodanová, M. Anděl: Infúzní terapie, parenterální a enterální výživa, Grada Praha,1994
- M. Anděl: Život s diabetem, Grada, 1996
- M. Anděl a kol.: Diabetes mellitus a poruchy metabolismu v praxi. Galen 2001
- Editor Učebních textů vnitřního lékařství pro studenty mediciny (díly II,IIb,IIIa,IIIb,IV,V)
- Čtyři patenty v oblasti monitorace glykemie (člen autorského kolektivu)

## Ocenění a další aktivity

### Výběr ocenění
- 2000 – Plaketa Prof. Syllaby za významný přínos ke zkvalitnění života s diabetem
- 2001 – Medaile Prof. Jiřího Trapla za spolupráci s ÚPMD Podolí
- 2003 – Zlatá pamětní medaile Univerzity Karlovy
- 2004 – Medaile Heinrich Heine Universität v Düsseldorfu
- 2006 – Čestné občanství městské části Praha 7

### Členství
Je nebo byl členem redakčních rad časopisů Kardio, Vesmír, Central European Journal of Public Health, Forum medicinae, Podpora zdraví a je šéfredaktorem časopisu Diabetologie, metabolizmus, endokrinologie, výživa. Dále působí nebo působil jako člen Vědeckých rad 3. lékařské fakulty Univerzity Karlovy (předseda 1997–2003, 2010–2018), Lékařské fakulty v Hradci Králové Univerzity Karlovy, Lázní Poděbrady, Ministerstva zdravotnictví České republiky, Univerzity Karlovy a Masarykovy univerzity v Brně.
Jedná se o zakládajícího člena a od r.2021 předsedu České lékařské akademie a člena evropského výboru AMSE – Association of Medical Schools in Europe nebo České lékařské společnosti Jana Evangelisty Purkyně.
V letech 2008–2010 byl členem Akreditační komise a předsedou její stálé pracovní skupiny pro lékařské obory.
Od roku 2013 člen Učené společnosti České republiky.